# 満月物語
『満月物語』（まんげつものがたり）は、中村春菊による漫画作品。『MAGAZINE ZERO』（ビブロス）連載。2001年12月5日発行。現在流通しているのは角川書店刊行の新装版である。

## あらすじ
元ネタは竹取物語。上役に不正事件の罪を押し付けられ除籍になり、政治から離れ自分の思うままに生きていた藤原隆明が、ある日藤原成人から、かぐや姫に一緒に会いに行くことを誘われる。隆明は成人について行き、成人がかぐや姫を見に行っている間に、川で一人の少年と出会う。

## 登場人物
藤原隆明（ふじわらの たかあき）
主人公。趣味の幅が広く、はまると深くまではまり込むがすぐに飽きる。 除籍されていたが、後に還殿上で中納言となる。徐々にかぐやに惹かれ、現在彼を自分の家に置いている。式部卿宮とはある意味ライバル関係であり、宮中の女たちから非常にモテている。
かぐや
隆明が川で出会った美少年。16歳。記憶喪失の間は、かぐや姫として貢物を騙し取っていた。口を開けば下品なことしか出ない。実はとある公家の双子の兄（弟は咲也）。じじ&ばばを慕っている。意外と繊細。成人は友人、隆明が好きな様子。現在、隆明&成人と一緒に同居中。
藤原成人（ふじわらの なるひと）
隆明の数少ない幼馴染（※同い年）。両親を病で亡くし、幼少期に隆明の家へ引き取られる。かぐや姫に惚れるも、姫の正体を知ってからは良き友人関係である。
讃岐の造（さぬきのみやつこ） & ばば
かぐやを拾って育ててきた老夫婦。通称じじ＆ばば。金にがめつく、ノリが良い。じじは（本当に）痔を患っている。
式部卿宮（しきぶきょうのみや）
隆明のライバル貴族にして、少々ナルシストかつ女好きな男。かぐやには一番しつこく求婚していた。中務卿宮が起こした事件以降、隆明に惚れる。
中務卿宮（なかつかさきょうのみや）
帝のおじにして、隆明の恩師。温厚で文武両道かつ、いたずら好きな性格。風貌がじじに似ている。